# Saint-Sauveur-Camprieu
 Saint-Sauveur-Camprieu  es una población y comuna francesa, situada en la región de Languedoc-Rosellón, departamento de Gard, en el distrito de Le Vigan y cantón de Trèves.

## Demografía
| 265 | 218 | 204 | 201 | 198 | 188 |
| Para los censos de 1962 a 1999 la población legal corresponde a la población sin duplicidades (Fuente: INSEE [Consultar]) |     |     |     |     |     |